# Иван Стефанов (офицер)
Вижте пояснителната страница за други личности с името Иван Стефанов.
Иван Константинов Стефанов е български офицер, генерал-лейтенант и политик от БКП.

## Биография
Роден е на 1 ноември 1929 г. в Бяла Слатина. От 1944 г. е в РМС, а от 1957 г. и в БКП. Влиза в българската армия от 1950 г. Завършва Военната академия в София, както и Военната академия на Генералния щаб на СССР „Климент Ворошилов“. В армията е бил член на полкови комитет на БКП. В периода 18 декември 1981 – 8 ноември 1987 е командир на трета армия. Член е на Бюрото на Окръжния комитет на БКП в Сливен от 1982 г. От 1986 до 1990 г. е кандидат-член на ЦК на БКП. Между 1987 и 1990 г. е началник на Военната академия в София. По същото време е заместник-началник на Главното политическо управление на българската народна армия. Умира на 6 август 2018 в София.